# La bambina ritrovata a Venezia
A garota encontrada em Veneza (em italiano: La bambina ritrovata a Venezia), é uma obra de arte única do artista italiano Antonio Rotta. 
Finalizado em 1870 em Veneza, é uma obra de arte exposto na Civico Museo di Storia ed Arte, Trento, na Itália, um dos mais importantes museus europeus, é uma das obras pictóricas mais famosas da Pintura de gênero no mundo. O trabalho é emprestado ao museu Civico Museo di Storia ed Arte di Trieste por uma coleção particular.

## Descrição
As representações das cenas interiores sobre a vida de Veneza são raras, e esta é uma das imagens mais históricas da vida cotidiana.
A cena retrata o salão de um palácio veneziano, como se pode deduzir da vista na área da Piazza San Marco, do Palácio Ducal (em italiano: Palazzo Ducale), também conhecido como Palácio do Doge, um símbolo da cidade de Veneza e do Campanário de São Marcos, além da janela aberta.
Não é fácil interpretar o tema da pintura, envolto na história de um mistério da República de Veneza: talvez a senhora, que vira para o céu um olhar atônito e agradecido ao mesmo tempo, reconheça na criança das roupas dispensadas uma menina querida por ela, cuja fisionomia é mencionada no quadro no console à direita da pintura.
No mesmo console há um grande vaso de porcelana chinesa do tipo rosa da família, para conotar a riqueza e o refinamento dos móveis e o testemunho da importância das relações comerciais entre a República de Veneza e a China na época.
O vaso de porcelana chinesa, é uma peça de mobiliário que sinaliza a paixão generalizada que colecionadores mostraram naqueles anos por chinoiserie e pela arte e cultura chinesas.
Rotta está interessado na representação da verdadeira vida cotidiana, encontrando nela uma profunda introspecção da alma humana. Ainda é vida de acordo com o realismo em que se impressiona o primeiro momento em que a inocência das crianças morre junto com o conhecimento da vida.

## Análise estilística
Rotta está interessado na representação da verdadeira vida cotidiana, encontrando nela uma profunda introspecção da alma humana. Ainda é vida de acordo com o realismo em que se impressiona o primeiro momento em que a inocência das crianças morre junto com o conhecimento da vida.
Não é fácil interpretar o assunto da pintura: talvez a senhorita, que olha ao mesmo tempo espantada e agradecida para o céu, reconheça na garota com roupas desalinhadas uma garota querida, cuja fisionomia é sugerida na moldura do console à direita da tela. pintura.
No mesmo console, há um grande vaso de porcelana chinesa do tipo famille rose, para conotar a riqueza e o refinamento do mobiliário.
Uma garota rica e rica que está perdida no mundo e pela primeira vez tem o sentimento de consternação. 
As pinturas de obras que oferecem cenas da vida em ambientes ricos são raras e preciosas, pois Rotta era o cantor intenso da alma popular, das pessoas humildes, dos lugares e das pobres e cotidianas atmosferas domésticas de Veneza que ele conhecia em sua intimidade. essência.

## Exposições
- Museo d’arte orientale, Trieste, 2013

## Inscrição
Assinatura na parte inferior direita: Antonio Rotta.